# James Weale
William Henry James Weale (Marylebone (Londen), 8 maart 1832 – Clapham (Londen), 26 april 1917) was een Brits-Belgisch kunsthistoricus die aan de studie van de Vlaamse Primitieven een belangrijke impuls gaf. Hij wordt beschouwd als hun 'herontdekker'.

## Jeugdjaren en gezin
Weale was de tweede van vier kinderen van James Weale (overl. 1838), bibliothecaris van John Baker-Holroyd, de eerste graaf van Sheffield, en van Susan Caroline de Vezian (overl. 1855). De boekenverzameling van de vader maakte grote indruk op de zoon. Hij liep school in King's College, Londen van 1843 tot 1848. Weale bereidde zich voor op het priesterschap binnen de Anglicaanse Kerk, maar na lezing van werk geschreven door A. W. N. Pugin en kardinaal John Henry Newman bekeerde hij zich in 1849 tot het rooms-katholicisme en kreeg hierdoor geen toegang meer tot de Universiteit van Oxford, waar hij zich op had voorbereid. Hij kwam dat jaar een eerste maal naar Brugge, samen met een groepje jonge bekeerlingen, om er de bisschopswijding van Mgr. Joannes-Baptista Malou bij te wonen. Hij reisde intensief door België en verklaarde later dat hij 'elke parochie in het land had bezocht'.
Weale werkte korte tijd als ambtenaar in de administratie van Bomen en Bossen en werd in 1851 hoofdonderwijzer in Islington, in een school voor arme katholieke Ierse kinderen. Na een paar weken, hij was amper twintig, werd hij veroordeeld en zat een gevangenisstraf van drie maanden uit omdat hij de leerling James Farrell een pak ransel had gegeven. Zijn eerste biograaf Mitchell schreef dat hij geen eerlijk proces kreeg en dat de rechter bevooroordeeld was enerzijds door een heftige campagne in de pers, anderzijds door het heersende antikatholicisme. Na een lange reis door Europa, die zijn interesse voor de Vlaamse kunst van de Middeleeuwen opwekte, was hij opnieuw aan de school verbonden tot in 1855.

## Naar Brugge

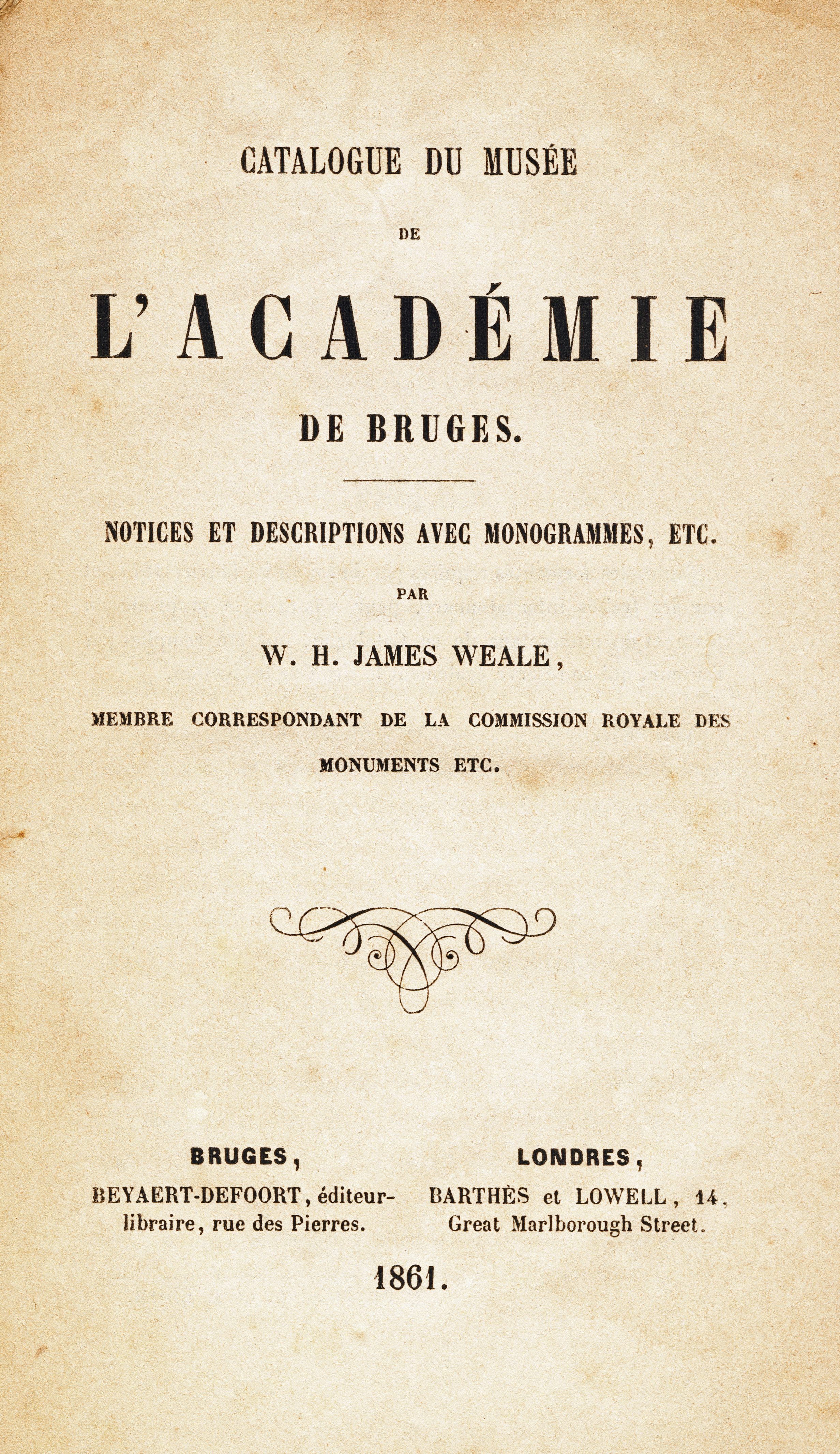
Titelpagina van een van de eerste publicaties van James Weale: de Catalogue du Musée de l'Académie de Bruges uit 1861

In 1854 trouwde hij met de zestienjarige Ierse en katholieke Helena Amelia Walton (1838-1921) en ze kregen elf kinderen. Het jaar daarop overleed zijn moeder en de erfenis bleek voldoende om te gaan rentenieren. Hij verhuisde naar Brugge, waar hij actief begon aan de studie van de Vlaamse Primitieven. Hij werd al vlug opgenomen in de intellectuele katholieke kringen van de stad, die voor een deel uit Britse inwijkelingen bestonden. In 1860 werd hij lid van de Commission royale d'art et d'archéologie en in 1861 briefwisselend lid van de Belgische Koninklijke Commissie voor monumenten. Hij ging in deze commissies hevige twisten aan met andere leden. Ook in zijn publicaties was hij soms heel scherp. Hij maakte ruzie met onder meer kanunnik Charles Carton, die in Brugge een groot gezag had.
De eerste belangstelling van Weale ging naar grafplaten. De studies hierover hebben hem maar tot een paar publicaties geleid. Zijn eerste geschriften verschenen in 1860. Enerzijds de catalogus van de werken in het stedelijk museum, anderzijds een studie over Jan van Eyck.
In 1863 stichtte Weale de Gilde van Sint-Thomas en Sint-Lucas die als doel had de oude christelijke kunst te bestuderen en de ware principes ervan te bevorderen. In 1865 was hij medestichter en eerste conservator van de Société Archéologique die het eerste historisch museum van Brugge oprichtte (thans Gruuthusemuseum).
Door zijn ruzie met Carton werd aan Weale de toegang ontzegd tot het tijdschrift voor geschiedenis, de Annales de la Société d'Emulation à Bruges. Hij stichtte dan maar zijn eigen tijdschriften. In 1860 was dat het geschiedkundig tijdschrift Le Beffroi en in 1867 La Flandre, tijdschrift voor oudheidkunde en geschiedenis. In 1865 stichtte hij samen met Guido Gezelle het volkse maandblad Rond den Heerd, maar na enkele maanden gaf hij het hoofdredacteurschap en het beheer ervan op. Samen met de door hem opgerichte Gilde organiseerde hij een grote tentoonstelling in Mechelen, gewijd aan religieuze kunst (1864). In Brugge organiseerde hij een tweede tentoonstelling gewijd aan schilderijen en kunstobjecten die tot dan in België weinig belangstelling kregen (1867). Weale was dermate 'gebeten' door zijn organiserende rol, dat hij 's nachts bij de kunstwerken bleef slapen, om zeker te zijn dat hen niets zou overkomen. Hij bleef ondertussen contacten onderhouden in Engeland en stelde onder meer de catalogus op van de verzameling Vlaams aardewerk in het South Kensington Museum (1872).
In 1868 stelde Weale zich kandidaat voor de functie van stadsarchivaris in Brugge, maar de Bruggeling Louis Gilliodts-van Severen kreeg de voorkeur. Weale was hierover ontgoocheld.
Tijdens zijn Brugse jaren ontstond zijn vriendschap met heel wat prominente intellectuelen. Deze vriendschap zou met een aantal onder hen decennialang verder worden gezet. Onder die vrienden bevonden zich, in België Jean Bethune, Felix de Bethune, Jules Helbig, Mgr Gerard Van Caloen, Adolphe Siret, Guido Gezelle en in Nederland Joseph Alberdingk Thijm, Michaël Willemsen en architect Pierre Cuypers.

## Terug naar Engeland
Het werd in de loop van de jaren 1860 duidelijk dat de stijgende levensduurte en het groot aantal kinderen in het gezin, het onmogelijk maakten om nog enkel van de opbrengst van het geërfde kapitaal te leven. Weale werd broodschrijver. Hij leverde bijdragen aan verschillende tijdschriften tegen vergoeding en verkocht ook de eventuele overdrukken die hij ontving. Hij verrichtte ook betaald genealogisch onderzoek.
Weale, die eerst het idee had zelf een glazeniersatelier te openen, werd in 1863 agent op het vasteland van Chance Brothers Glass Works in Birmingham. Hij leverde glas aan Jean Bethune, aan Samuel Coucke, aan Henri Dobbelaere en aan firma's in Duitsland en Nederland.
De geleverde inspanningen volstonden blijkbaar niet en in 1878 verhuisde het gezin weer naar Engeland. Hij publiceerde er in het Latijn een inventaris van katholieke missalen (1886). In samenwerking met de Duitse kunsthistoricus Jean Paul Richter stelde hij de catalogus op van de schilderwerken in de collectie van de graaf van Northbrook (1889). In de jaren 1880 importeerde Weale beeldhouwwerk van de gebroeders De Clercq in Merelbeke. Van 1883 tot 1885 importeerde hij liturgische boeken voor rekening van de uitgevers Desclée de Brouwer. Weale trad ook op als marchand om op het vasteland kunstwerken aan te kopen voor rekening van Engelse kunstliefhebbers.
In 1890 werd Weale conservator van de bibliotheek in het South Kensington Museum, nu het Victoria and Albert Museum.
In 1897 werd hij echter tot ontslag gedwongen: zijn eigenzinnig karakter deed hem de das om.
Voortaan gebruikte hij zijn vrije tijd met studie over de Vlaamse Primitieven, op basis van de notities die hij in zijn Brugse tijd had gemaakt. De eerste biografie die hij publiceerde was die van Gerard David, gevolgd door die van Hans Memling. In 1901 kreeg hij de opdracht om de Catalogus op te stellen van de tentoonstelling gewijd aan de Vlaamse Primitieven, die in 1902 in Brugge plaatsvond. In 1908 volgde zijn 'opus magnum' gewijd aan de gebroeders Van Eyck.
John Mitchell, voormalige collega van Weale bij het South Kensington Museum herinnerde zich in zijn necrologie diens voorkomen als volgt:
"Een mager, lang postuur met brede en toch kromme schouders, gekleed in een grijze jas van onmodieuze snit, voortbewegend met een schuifelgangetje en naar buiten gekeerde voeten; een volle grijze baard en bijziende ogen turend door brillenglazen vanonder de breedst mogelijke rand van een zwarte vilten hoed - zo is het beeld van dhr. Weale in mijn herinnering, precies zoals men zich een oudheidkundige voor zou stellen." Hij schreef ook nog: "Hij was een buitengewone persoonlijkheid, maar hij beheerste de kunst niet om zijn meningen voor zich te houden noch om eerbied te betuigen tegenover zijn meerderen als hij met hen van opinie verschilde".

## Waardering
Door zijn vele publicaties en tussenkomsten speelde Weale een belangrijke rol in de heropleving van de belangstelling voor de Vlaamse Primitieven. Hij herontdekte de schilders van die tijd, vooral door zijn opzoekingen in de archieven. Hij stelde hierbij de grote desinformatie en onwetendheid aan de kaak die over deze kunstenaars bestond. Hij was ook bijzonder kritisch over de manier waarop toen aan 'restauratie' van gebouwen en kunstwerken werd gedaan, omdat dit vaak neerkwam op herbouwen of hermaken.
Erkenning hiervoor kreeg hij pas laat in zijn leven. In 1887 werd hij erelid van de Koninklijke Vlaamse Academie en in 1901 van de Koninklijke Academie voor Wetenschappen, Letteren en Schone Kunsten van België. Vanaf 1900 werden talrijke artikels van hem opgenomen in het tijdschrift van de Société d'Emulation. De meningsverschillen met Karel Carton en andere al lang overleden leden, waren volledig vergeten. In Engeland bleef Weale in grote mate onbekend.
Hij bracht zijn laatste jaren door in Clapham Common (Guido Gezelle logeerde bij hem tijdens zijn laatste reis naar Engeland in 1899), en overleed er. Hij werd begraven op het kerkhof van St Mary Magdalene, Mortlake, bij Richmond.
Aan het huis dat hij in Brugge bewoonde op de hoek van de Clarastraat en de Sint-Jorisstraat in Brugge werd een herdenkingsplaat ingemetseld. Een nieuwe straat werd naar hem genoemd, in een verkaveling op de Sint-Gillisparochie, waar hij woonde.